# Estação Tronador - Villa Ortúzar
A Estação Tronador - Villa Ortúzar é uma das estações do Metro de Buenos Aires, situada em Buenos Aires, entre a Estação Federico Lacroze e a Estação De los Incas - Parque Chas. Faz parte da Linha B.
Foi inaugurada em 9 de agosto de 2003. Localiza-se no cruzamento da Avenida Triunvirato com a Rua Tronador. Atende o bairro de Villa Ortúzar.
Foi inaugurada junto com a Los Incas - Parque Chas pelo então chefe de governo da cidade, Aníbal Ibarra. O trecho que compreende as duas estações inauguradas tem 1,8 quilômetro de extensão, e as obras no mesmo iniciaram-se no ano 2000. O custo do trecho inaugurado se estima em 47 milhões de dólares.
A decoração da estação Tronador se destaca por mostrar nas paredes a historia de Villa Ortúzar, mediante coloridos vitrais. A estação carecia de contaminação visual até que, em outubro de 2007, a concessionária Metrovías instalou televisores e panfletos publicitários.

## Instalações
Entre as comodidades que oferece esta estação de metrô, contam com escadas rolantes e elevadores para deficientes, assim como também indicações em sistema braille. Entre os banheiros, se contam duas comunas e de aqueles adequados especialmente para descapacitados.
A estação tem uma longitude total de 153 metros, dos quais 128 são de plataforma.

## Decoração
Nas paredes no nível da plataforma se encontram 18 vitrais com imagens históricas do bairro de Villa Ortúzar realizadas no taller de Roberto José Soler.